# Tre operai
Tre operai è un romanzo di Carlo Bernari, pubblicato per la prima volta nel 1934.
Il romanzo descrive le sofferenze e i fallimenti, sullo sfondo delle lotte operaie dei primi decenni del 1900, di due uomini e della donna che le vicende della vita li porta a condividere.

## Trama
La vicenda si svolge a Napoli, negli anni 1910-1920.
I Luigi Barrin è capo operaio in una lavanderia. Fa assumere anche il figlio Teodoro, che vi lavora svogliato e deluso dalla paga. In lavanderia Teodoro conosce Anna Giordano, ragazza magra e gracile, che poi gli presenta la sorella Maria, dal fisico più prosperoso e di carattere gioviale. Le due ragazze vivono insieme in un appartamento.
II/III/IV Dopo una sola settimana, Teodoro viene licenziato. Pensa continuamente a Maria, pur continuando a frequentare Anna; è stanco della sua vita, gli capita di uscire di casa di notte e vagare senza meta per la città. Cerca inutilmente denaro e un nuovo lavoro per poco tempo, finché trova ospitalità a casa delle ragazze.
V/VI Teodoro trascorre le sue giornate leggendo libri sul socialismo, ma continua a sentirsi un peso. Spesso provoca liti tra le due sorelle. Anna è un tipo serio e attaccata al lavoro, mentre Maria, più frivola, non lavora, e accetta volentieri la compagnia di chi può farla divertire. In Anna nasce una certa gelosia nei confronti della sorella, ma non può fare a meno di Teodoro, che spesso minaccia di andarsene.
VII Quando Teodoro, mesi dopo, torna dai suoi per una visita, trova il padre malato di pleurite e la madre in preda allo sconforto. Decide di partire per Taranto con Marco De Martino, un fuochista conosciuto in lavanderia che è stato a sua volta licenziato. Marco ha una raccomandazione che dovrebbe consentirgli, a Taranto, di ottenere aiuto da un personaggio influente.
VIII Anna, rimasta sola, va a cercare fortuna a Roma. Senza lavoro e senza soldi, si reca in un dormitorio, dove è costretta a dormire nello stesso letto di una donna conosciuta poco prima in un bar. Nello stanzone entra un uomo che cerca di derubare le donne nel sonno.
IX A Taranto, il destinatario della raccomandazione è un barbiere, Catello, che riesce a trovare lavoro in un cantiere navale solo a Marco. Presso il barbiere vive una donna settentrionale, la sua amante Elisa, che Teodoro cerca di corteggiare. Dopo qualche tempo, Catello dice a Teodoro di avere trovato qualcosa anche per lui.
X Teodoro, quasi senza rendersene conto, diventa un rivoluzionario, viene arruolato nella propaganda contro la guerra e finisce a Reggio a distribuire manifesti. Trovato in possesso di due pistole, viene arrestato e riceve un foglio di via per il fronte. Apprende della morte del padre da una lettera di sua madre.
XI Ottenuto il congedo, ancora con l'aiuto di Catello, Teodoro trova un posto in una fabbrica di Crotone, dove ritorna a fare propaganda socialista. I colleghi di lavoro lo vedono come uno straniero e non lo comprendono. Teodoro viene nuovamente licenziato.
XII A Roma, Anna non ha più notizie di Teodoro. Trova lavoro come maschera in un cinema e conosce Giorgio Russo, un operaio attivo nel sindacato, dal quale ha poi un figlio, Pippetto, nato dopo un parto difficile e cresciuto di salute malferma.
XIII Teodoro si rivolge a Catello per avere ancora aiuto, ma la lettera finisce nelle mani di Elisa, che si reca a Crotone. Qui è in corso uno sciopero contro una nuova tassa sulle baracche in cui vivono gli operai, e Catello è in rotta con i colleghi di partito, che giudicano troppo rivoluzionarie le sue posizioni. I suoi compagni gli perquisiscono persino la casa per cercare materiale di propaganda, e lo trovano con Elisa, deridendolo. Teodoro finisce in un agguato: per difendersi colpisce uno degli assalitori, e fugge lasciando Elisa nelle loro mani, col dubbio che il ferito sia morto. Torna a Napoli, dove scopre che la madre è morta.
XIV Anche Anna è tornata a Napoli, dove vive con l'aiuto di Maria, dopo essersi separata da Giorgio. Anna rivede Marco De Martino, tornato in città dopo la guerra, e si lega a lui sperando in un aiuto economico. Pippetto, sempre più debole di salute, muore, e peggiora anche la salute di Anna.
XV Con un sotterfugio, Teodoro si fa assumere in una fabbrica di conserve, dove si tiene lontano dalla politica. Un anno dopo la morte di Pippetto, Teodoro va a trovare Maria, che ora vive con un avvocato che un tempo la corteggiava, e rivede anche Anna. La rivelazione del legame con Marco, da cui non ha ricevuto aiuto a Taranto, dapprima lo irrita, poi i due si riappacificano. Per aiutare Anna, che sta sempre peggio, affittano, in tre una casa su una spiaggia tra Castellammare e Torre Annunziata. Marco è disoccupato, ma spera di riuscire a vendere un brevetto per uno scambio ferroviario.
XVI Marco, abbandonata l'idea del brevetto, si impiega in un'acciaieria e torna attivo nel sindacato, mentre Teodoro, temendo che riemerga l'episodio di Crotone, se ne tiene alla larga. La convivenza a tre crea continui litigi e Anna, attratta dal carattere più posato di Teodoro, va peggiorando. Marco convince Teodoro a riprendere la lotta sindacale, e per questo il giorno seguente, è l'agosto del 1921, vanno insieme in città; Anna, rimasta sola, si sente male.
XVII Marco e Teodoro organizzano uno sciopero che si trasforma in occupazione. Teodoro, infiltratosi, resta in fabbrica, mentre Marco torna da Anna. Trova la porta chiusa e la deve sfondare per entrare, trovando Anna morta. Vorrebbe tornare da Teodoro per dargli la notizia, ma non riesce ad entrare nella fabbrica occupata, ed è costretto ad avvertirlo gridando da lontano. Intanto lo sciopero va verso il fallimento; Teodoro litiga con un compagno e lo ferisce, e quando la fabbrica viene sgomberata è arrestato per questo ferimento, oltre che per la storia di Crotone e per motivi politici. Marco, temendo che lo si accusi per la morte di Anna, anche se è stato accertato che è dovuta a cause naturali, fugge.
XVIII Uscito dal carcere, Teodoro vaga per le vie di Napoli, poi si rifugia per la notte in un piroscafo dismesso. Al mattino gli operai addetti alla demolizione lo svegliano e gli regalano un po' di denaro. In un parco, una prostituta, con la scusa di una sigaretta, abborda Teodoro, lo porta a casa sua e, vedendolo sporco, gli prepara l'occorrente per lavarsi. Teodoro, sfinito e preoccupato perché non ha soldi per pagare la donna, si accascia su una sedia e si addormenta, sognando gli uomini del piroscafo.

## Edizioni
- Carlo Bernari, Tre operai, Gli Oscar, Mondadori, 1966,  p. 259.
- Carlo Bernari, Tre operai, con un saggio introduttivo di Francesca Bernardini, edizione critica arricchita con  documenti e testimonianze, BeaT (Svizzera) 2019.